# Sonntags… nie!
Sonntags… nie! (Originaltitel: «Ποτέ την Κυριακή», international verliehen unter „Never on Sunday“) ist eine griechische Liebeskomödie aus dem Jahr 1960 von Jules Dassin mit Melina Mercouri als Hauptdarstellerin.

## Handlung
Der amerikanische Tourist und Amateurphilosoph Homer Thrace lernt in Piräus die herzensgute und lebensfrohe Prostituierte Ilya kennen. Diese liebt die Männer und ist in ihrem Element, wenn sie ihr bis in den Hafen folgen, wo sie schwimmen geht. Der Amerikaner ist von der jungen Frau fasziniert, denn für ihn ist sie der Inbegriff des klassischen Griechenlands – besonders als er von ihrer Schwäche für die griechische Tragödie erfährt. Homer will Ilya zum ordentlichen Leben bekehren und bilden. Sie lässt sich überreden und gibt ihr Metier probeweise auf, obwohl sie sich unglücklich fühlt. Homer vermittelt ihr seine eigenen verschrobenen Vorstellungen von klassischer Literatur. Ilya besucht zwar gerne die Athener Freilichtaufführungen der antiken griechischen Tragödien, dichtet aber immer ein Happy End dazu und will nicht wahrhaben, dass ein Stück wie die Medea blutig endet.
Ilya erfährt, dass ihr Geliebter Homer Geld vom Zuhälterkönig Noface erhält, der ihre Kolleginnen mit überzogenen Mieten ausbeutet. Daraufhin kennen ihr Zorn und ihre Wut keine Grenzen mehr. Homers Geschenke fliegen aus dem Fenster, und das Straßenmädchen sorgt für den Streik der Huren, die gegen ihren Zuhälter aufbegehren und Matrosen mit Matratzen und Bettgestellen in die Flucht schlagen. Durch den Hurenaufstand erreicht sie eine Halbierung der Mieten. Als Ilya mit Freunden in ihrem Stammlokal den Sieg über Noface feiert, findet sie dort Homer vor, der erkannt hat, dass Freude am Leben wichtiger ist als alle philosophischen Lehrsätze. Sie kehrt wieder in den Kreis ihrer Freunde zurück, Homer in die Staaten.

## Hintergrund
Regisseur Jules Dassin spielt den Amerikaner Homer. Seiner späteren Frau Melina Mercouri gelang mit der Rolle der Ilya der internationale Durchbruch als Schauspielerin. Melina Mercouri sang auch das bekannte Titellied Ta Paidia Tou Piraia (Kinder von Piräus, deutscher Text: „Ein Schiff wird kommen“). Das Lied wurde u. a. gecovert von Lale Andersen, Petula Clark, Connie Francis, Caterina Valente, Manuela, Nana Mouskouri, Andrea Berg, Gloria Lasso, Lys Assia, Dalida, Daliah Lavi, Milva, Margot Werner, Charlotte Marian, Dario Moreno, Georges Guétary und Pink Martini.

## Kritiken
- In der deutschen Jugendzeitschrift Bravo wurde der Film 1961 als „mittelmässig und zutiefst unmoralisch“[1] bewertet.
- Der filmdienst urteilte: „Beschwingte, oft derb frivole Komödie von Jules Dassin: eine Hymne auf den folkloristisch verklärten Süden und den Mythos des Ewig-Weiblichen.“[2]

## Auszeichnungen
Der Film wurde in mehreren Oscar-Kategorien nominiert und gewann 1961 einen Oscar für das Titellied, komponiert von Manos Hadjidakis. Eine Oscar-Nominierung gab es in der Kategorie Beste weibliche Hauptdarstellerin für Melina Mercouri sowie für Bestes Drehbuch und Beste Regie für Jules Dassin. Weiterhin gab es eine Oscar-Nominierung in der Kategorie Bestes Kostüm-Design (schwarz/weiß).
Der Film nahm außerdem am Wettbewerb der Internationalen Filmfestspiele von Cannes 1960 teil. Melina Mercouri erhielt dort die Auszeichnung als beste Darstellerin.

## Musical
In der gleichen Rolle des Hafenmädchens Illya feierte Melina Mercouri auch 1967/68 in dem Broadway-Musical Illya Darling einen weiteren beachtenswerten Bühnenerfolg. Das Musical war eine Adaption der Buchvorlage Never on Sunday von Jules Dassin, der seit 1966 auch ihr Ehemann wurde. Die Produktion am Mark Hellinger Theatre wurde mehr als 320 mal aufgeführt, die Musik war von Manos Hadjidakis und die Liedertexte von Joe Darion.